# New Map

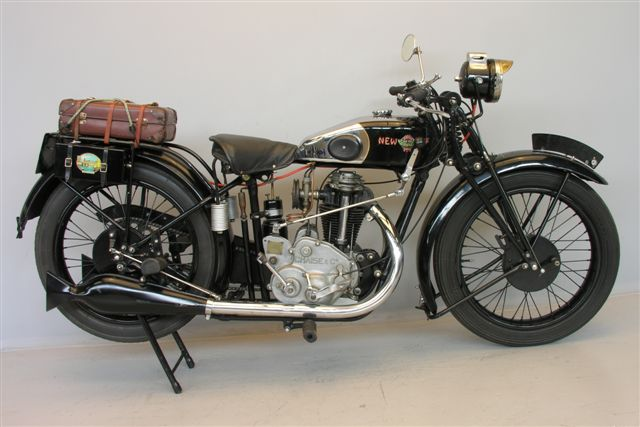
Moto New Map de 1930

New Map est une marque de motos française lyonnaise.
Fondée en 1898 par Joseph Martin, la société, initialement consacrée aux bicyclettes devient la marque New-Map en 1926, sous l'impulsion de Paul Martin, fils du fondateur.
Certains modèles furent, d'ailleurs, commercialisés sous la marque Paul Martin.
Comme la plupart des fabricants, New Map vendait des engins motorisés par les grands fabricants de moteurs de l'époque (JAP, Chaise, MAG, aubier et dunne etc.).